# Węsiory (cmentarzysko)

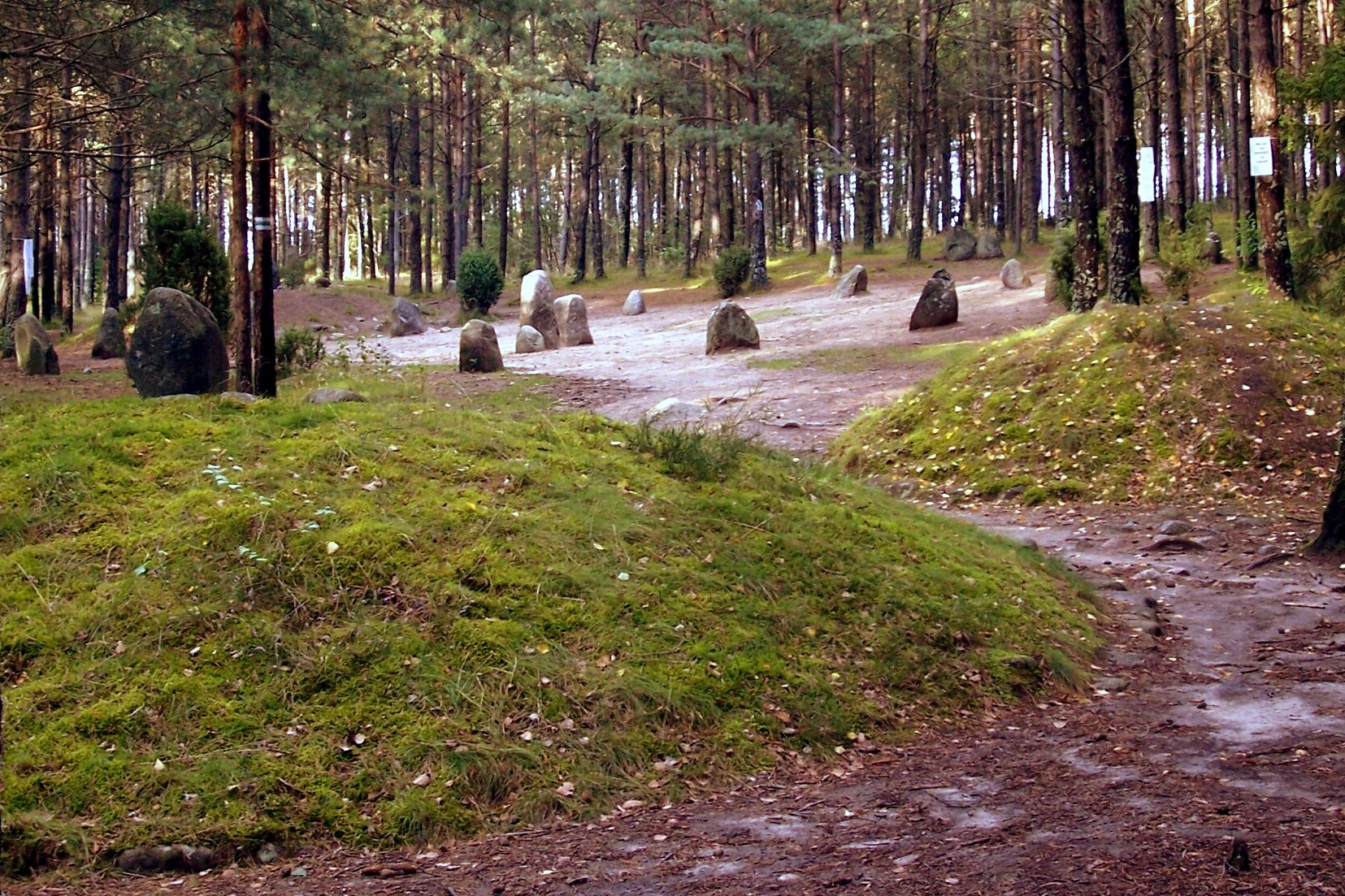
Kurhany i kamienny krąg w Węsiorach

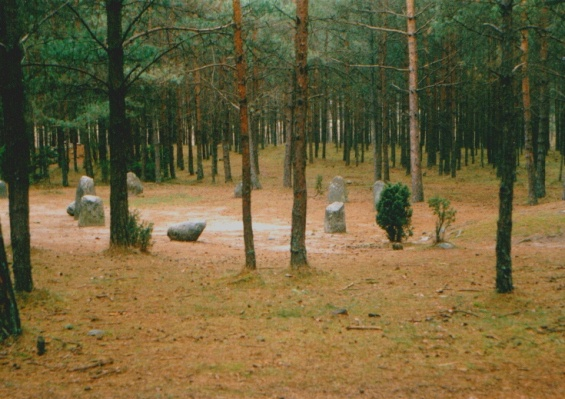
Kamienne kręgi w Węsiorach

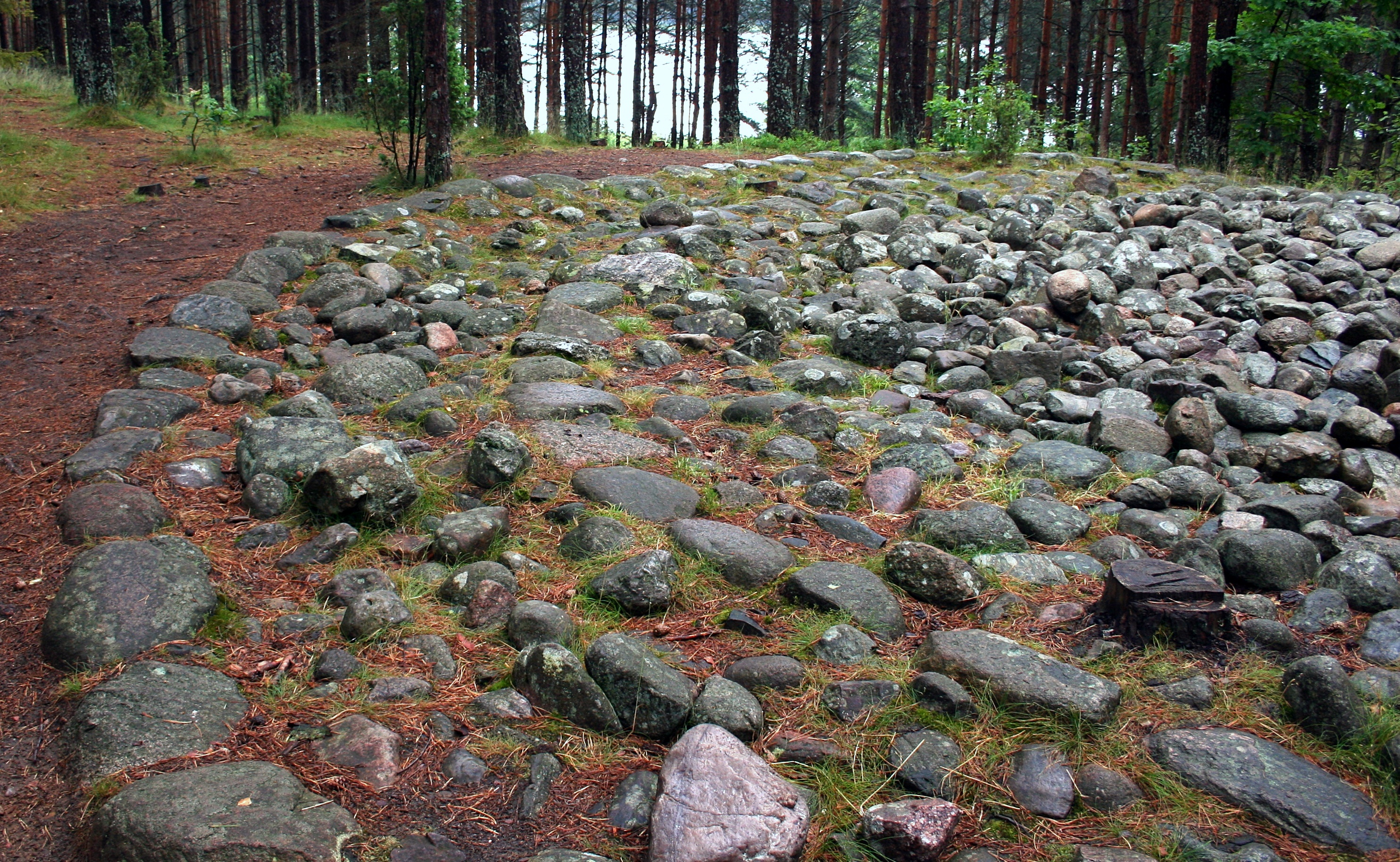
Podwójny kurhan z brukiem

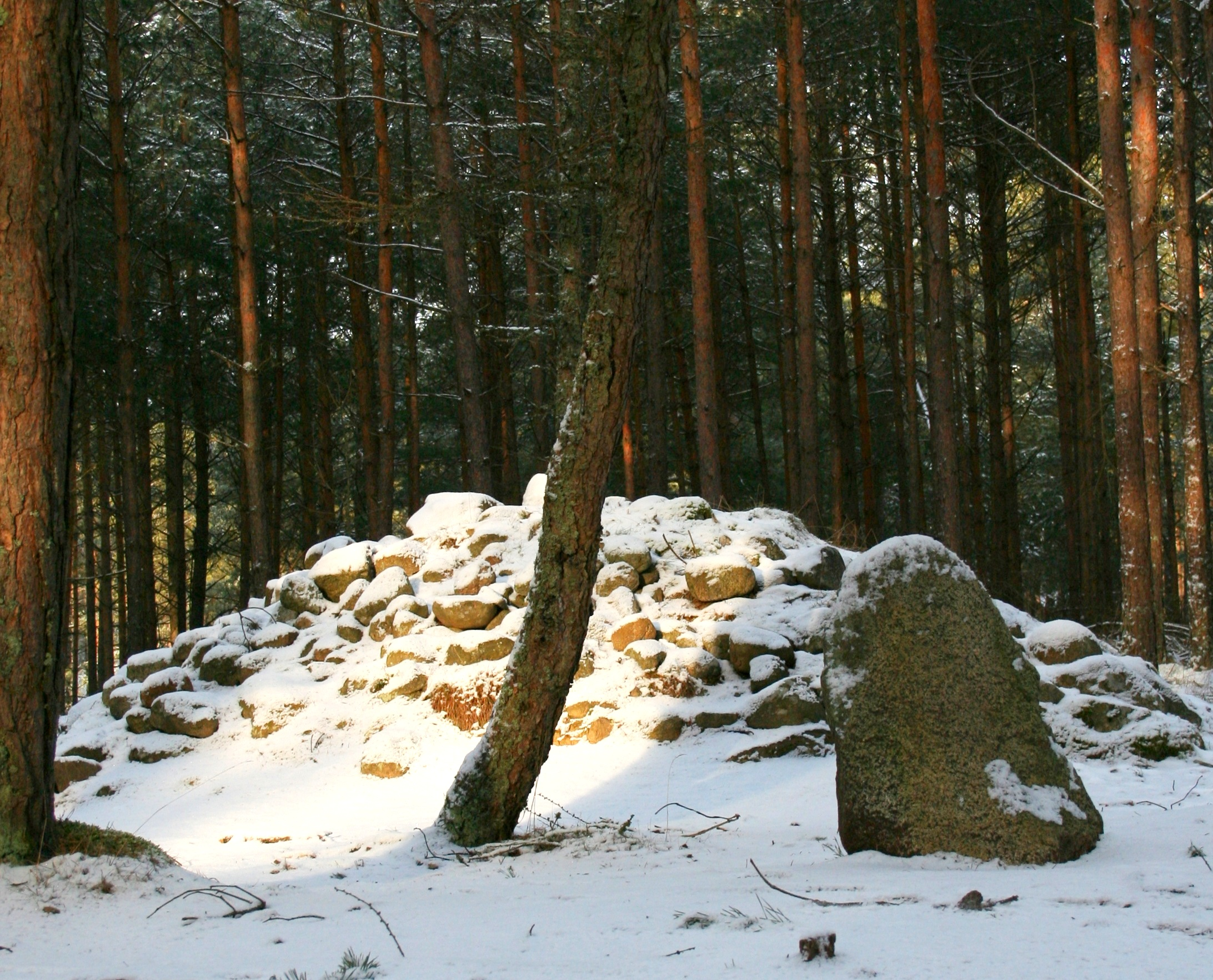
Kurhan obłożony brukiem

Cmentarzysko w Węsiorach – cmentarzysko położone ok. 1,5 km na południe od wsi Węsiory, na północnym brzegu Jeziora Długiego. Miejsce pochówku Gotów i Gepidów z I-III wieku. Na cmentarzysku znajdują się kręgi kamienne i kurhany.
Cmentarzysko powstało w l. 70. i 80. n.e., a więc w czasie domniemanego przybycia Gotów i Gepidów na Pomorze z obszaru dzisiejszej południowej Szwecji. Wędrówka tych ludów przyczyniła się do powstania kultury zwanej kulturą wielbarską.
Badania archeologiczne cmentarzyska w Węsiorach zapoczątkowano dopiero w XX wieku. W 1956 przeprowadzono prace badawcze, obejmujące 3 kamienne kręgi, 16 kurhanów oraz 110 pochówków ciałopalnych i szkieletowych (groby popielnicowe oraz groby ziemne (jamowe)). W toku badań ustalono, że w przeciwieństwie do innych pomorskich cmentarzysk kamienne kręgi w Węsiorach wykorzystywano do pochówków.
Znaleziska archeologiczne wydobyte w toku badań w Węsiorach znajdują się w zasobach Muzeum Archeologicznego w Gdańsku. 
Na cmentarzysku stwierdzono następujące formy pochówków:
- kręgi kamienne,
- kurhany z kręgami koncentrycznymi,
- kurhany ze stelami i bez nich,
- groby płaskie ze stelami bez nich.

W wyżej wymienionych obiektach stosowano następujące rodzaje pochówka:
- groby popielnicowe czyste i obsypane szczątkami stosu,
- groby jamowe z czysto przemytymi kośćmi lub ze zsypanym stosem,
- groby szkieletowe,
- groby z popieliskiem.

## Literatura
- Jerzy Kmieciński, Magdalena Blombergowa, Krzysztof Walenta, [w:] Prace i materiały Muzeum Archeologicznego i Etnograficznego w Łodzi, 1966, Seria archeologiczna, Nr 12
- Jerzy Kmieciński; Niektóre zagadnienia wędrówki Gotów w świetle dotychczasowych badań oraz w świetle wykopalisk w Węsiorach w pow. kartuskim, [w:] Zeszyty Naukowe Uniwersytetu Łódzkiego, Seria I, zeszyt 8. Łódź 1958, s. 37-49
- Andrzej Kokowski; Zagadnienia kręgów kamiennych w środkowej strefie Pojezierza Pomorskiego, [w:] Acta Universitatis Lodziensis, Folia Archeologica 8, 1987.
- Czarlin, zwany też ''Osyklo'', [w:] Słownik geograficzny Królestwa Polskiego, t. I: Aa – Dereneczna, Warszawa 1880, s. 736.